# Heterogyna botswana
Heterogyna botswana är en biart som beskrevs av Michael C. Day 1984. Heterogyna botswana ingår i släktet Heterogyna och familjen Heterogynaidae. Inga underarter finns listade i Catalogue of Life.